# كريستيان كانجور
كريستيان كانجور (بالإستونية: Kristjan Kangur)‏ مواليد 23 أكتوبر 1982 في إستونيا، هو لاعب كرة سلة إستوني. بدأ مسيرته الاحترافية في سنة 2000. يلعب مع فريق بالاكانسترو فاريزي في ليغا باسكيت الدرجة الأولى. يحمل الرقم 14. يبلغ طوله 6 قدم 8 بوصة (2.0 م).

## المسيرة الاحترافية
لعب مع باير جاينتز ليفركوزن من سنة 2004 إلى 2006، ثم لعب مع أسفيل باسكت في الدوري الفرنسي في موسم 2009–2010، ثم لعب مع فيرتوس بالاكانسترو بولونيا في سنة 2010، ثم لعب مع بالاكانسترو فاريزي في الدوري الإيطالي في موسم 2010–2011، ثم لعب مع منز سانا 1871 باسكت من سنة 2011 إلى 2013، ثم لعب مع أولمبيا ميلانو في الدوري الإيطالي في موسم 2013–2014، ثم لعب مع بالاكانسترو فاريزي في موسم 2014–2015.

## الإنجازات

### النادي
- الدوري الإستوني الممتاز لكرة السلة: 2001–02، 2002–03، 2008–09
- كأس إستونيا لكرة السلة: 2001، 2006، 2007، 2008
- ليغا باسكيت الدرجة الأولى: 2012–13، 2013–14
- كأس إيطاليا لكرة السلة: 2013

## إحصائيات المسيرة

### الدوري الأوروبي
| السنة   | الفريق              | لعب | بدأ | دقيقة | ميداني% | ثلاثية | حرة   | ارتداد | صنع | استلاب | تصدي | نقطة | أداء |
| ------- | ------------------- | --- | --- | ----- | ------- | ------ | ----- | ------ | --- | ------ | ---- | ---- | ---- |
| 2009–10 | أسفيل باسكت         | 10  | 0   | 14.8  | .600    | .667   | .833  | 2.0    | .7  | .1     | .1   | 5.9  | 4.9  |
| 2012–13 | منز سانا 1871 باسكت | 24  | 13  | 23.8  | .450    | .418   | .833  | 3.5    | 1.3 | .7     | .2   | 8.6  | 8.5  |
| 2013–14 | أولمبيا ميلانو      | 17  | 0   | 16.8  | .375    | .368   | 1.000 | 1.9    | .6  | .4     | .2   | 3.9  | 2.8  |
| 2015–16 | ساسكي باسكونيا      | 6   | 0   | 12.9  | .444    | .333   | .500  | 1.8    | .8  | .0     | .0   | 2.0  | 1.8  |
| المسيرة |                     | 57  | 13  | 18.9  | .451    | .424   | .829  | 2.6    | .9  | .4     | .1   | 6.0  | 5.5  |

### بطولات الدوري المحلية
| الموسم  | الفريق                     | الدوري                                  | لعب | دقيقة | ميداني% | ثلاثية | حرة  | ارتداد | صنع | SPG | تصدي | نقطة |
| ------- | -------------------------- | --------------------------------------- | --- | ----- | ------- | ------ | ---- | ------ | --- | --- | ---- | ---- |
| 2000–01 | تالينا كالف                | الدوري الإستوني الممتاز لكرة السلة      | 32  | 14.4  | .588    | .000   | .588 | 2.6    | .4  | .5  | .2   | 5.8  |
| 2001–02 | تالينا كالف                | الدوري الإستوني الممتاز لكرة السلة      | 27  | 10.7  | .651    | .000   | .388 | 2.7    | .8  | .4  | .4   | 4.8  |
| 2002–03 | تالينا كالف                | الدوري الإستوني الممتاز لكرة السلة      | 38  | 25.3  | .529    | .413   | .551 | 7.3    | 1.2 | 1.3 | .4   | 11.2 |
| 2003–04 | تالينا كالف                | الدوري الإستوني الممتاز لكرة السلة      | 21  | 32.6  | .432    | .336   | .545 | 6.2    | 1.9 | 1.8 | .5   | 15.7 |
| 2004–05 | باير جاينتز ليفركوزن       | الدوري الألماني لكرة السلة              | 23  | 10.1  | .487    | .286   | .500 | 2.3    | .4  | .2  | .1   | 3.9  |
| 2005–06 | باير جاينتز ليفركوزن       | الدوري الألماني لكرة السلة              | 30  | 16.1  | .444    | .220   | .553 | 3.5    | .9  | .6  | .3   | 6.5  |
| 2006–07 | كالف                       | الدوري الإستوني الممتاز لكرة السلة      | 27  | 22.4  | .525    | .232   | .662 | 5.4    | 1.6 | 1.1 | .4   | 9.3  |
| 2007–08 | كالف                       | الدوري الإستوني الممتاز لكرة السلة      | 26  | 28.1  | .512    | .353   | .712 | 5.8    | 1.6 | 1.5 | .2   | 13.3 |
| 2008–09 | كالف                       | الدوري الإستوني الممتاز لكرة السلة      | 30  | 26.3  | .487    | .427   | .657 | 4.5    | 1.4 | 1.1 | .2   | 11.8 |
| 2009–10 | أسفيل باسكت                | الدوري الفرنسي لكرة السلة الدرجة الأولى | 28  | 16.4  | .388    | .365   | .833 | 2.2    | .9  | .4  | .9   | 5.1  |
| 2009–10 | فيرتوس بالاكانسترو بولونيا | ليغا باسكيت الدرجة الأولى               | 5   | 16.0  | .941    | 1.000  | .000 | 1.8    | .2  | 1.0 | .2   | 7.6  |
| 2010–11 | بالاكانسترو فاريزي         | ليغا باسكيت الدرجة الأولى               | 32  | 25.4  | .436    | .353   | .788 | 5.4    | .8  | 1.6 | .2   | 9.9  |
| 2011–12 | بالاكانسترو فاريزي         | ليغا باسكيت الدرجة الأولى               | 36  | 28.5  | .468    | .409   | .750 | 5.2    | 1.9 | 1.4 | .4   | 10.9 |
| 2012–13 | منز سانا 1871 باسكت        | ليغا باسكيت الدرجة الأولى               | 49  | 21.3  | .445    | .398   | .600 | 3.7    | 1.0 | .9  | .1   | 7.4  |
| 2013–14 | أولمبيا ميلانو             | ليغا باسكيت الدرجة الأولى               | 39  | 14.8  | .359    | .323   | .667 | 2.5    | .6  | .4  | .1   | 3.7  |
| 2014–15 | بالاكانسترو فاريزي         | ليغا باسكيت الدرجة الأولى               | 18  | 31.4  | .392    | .414   | .750 | 6.2    | 1.9 | 1.0 | .2   | 7.8  |
| 2015–16 | ساسكي باسكونيا             | الدوري الإسباني لكرة السلة              | 3   | 16.0  | .500    | .200   | ---  | 3.3    | .7  | .3  | .3   | 3.7  |
| 2015–16 | بالاكانسترو فاريزي         | ليغا باسكيت الدرجة الأولى               | 19  | 25.3  | .569    | .459   | .732 | 3.9    | 1.6 | .7  | .1   | 8.1  |

## روابط خارجية
- كريستيان كانجور على موقع الاتحاد الدولي لكرة السلة (الإنجليزية)
- كريستيان كانجور على موقع الدوري الأوروبي لكرة السلة (الإنجليزية)
- كريستيان كانجور على موقع الدوري الإسباني لكرة السلة (الإسبانية)
- كريستيان كانجور على موقع كرة السلة الأوروبية.كوم (الإنجليزية)
- كريستيان كانجور على موقع ريلجم (الإنجليزية)
- كريستيان كانجور على موقع بروبوليرز (الإنجليزية)
- كريستيان كانجور على موقع سبورتس رفرنس (الإنجليزية)